# Fisenne
Fisenne est un village de la commune belge d'Érezée située en Région wallonne dans la province de Luxembourg. Ce village ardennais se trouve dans la vallée de l'Aisne.

## Situation
Fisenne se trouve sur le versant occidental de l'Aisne (un affluent de l'Ourthe), entre Érezée (situé sur le versant opposé) et Soy. La route nationale 807 Hotton-Manhay traverse le village. Ce village de caractère comprend plusieurs constructions d'un grand intérêt architectural. En outre, on y dénombre de nombreuses fermettes bâties en pierre calcaire ou en moellons de grès.

## Histoire
Avant la fusion des communes de 1977, Fisenne faisait partie de la commune de Soy.

## Patrimoine
- La chapelle Saint-Remi datant de 1713[1]. Le retable de Fisenne (XVe siècle) qui appartenait à la chapelle se trouve aujourd'hui au musée Gaspar à Arlon[2].

- Le château-ferme de Fisenne avec son donjon médiéval carré encadré d'une imposante ferme munie d'échauguettes[3]. Une fromagerie se trouve à la ferme du château.

- La glacière, vestige de la laiterie de Soy, construite en 1910[4].
- La ferme de 1744 située au lieu-dit Sous-Le-Bois[5].
- Le moulin Hesbois situé au bord de l'Aisne entre Pont d’Erezée et Éveux cité dès 1314 dont la roue à aubes fonctionne toujours[6].
- La potale Notre-Dame de Verviers
- Le rocher du Diable formé de roches de poudingue[7].
- L'eau minérale Val d'Aisne est produite au nord du hameau.
- Le sentier de grande randonnée 57 passe par Fisenne.

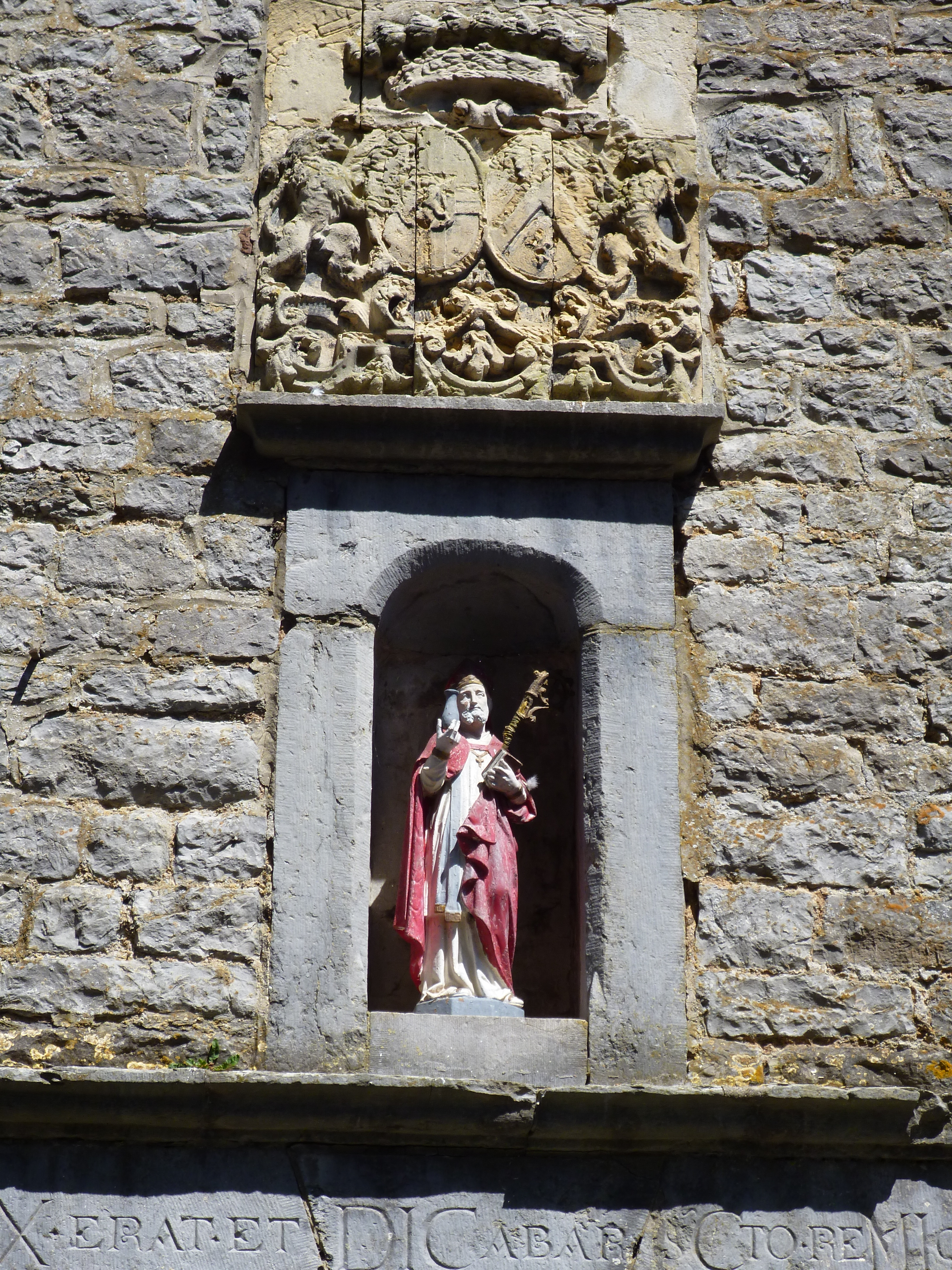
Saint Remi à la chapelle de Fisenne
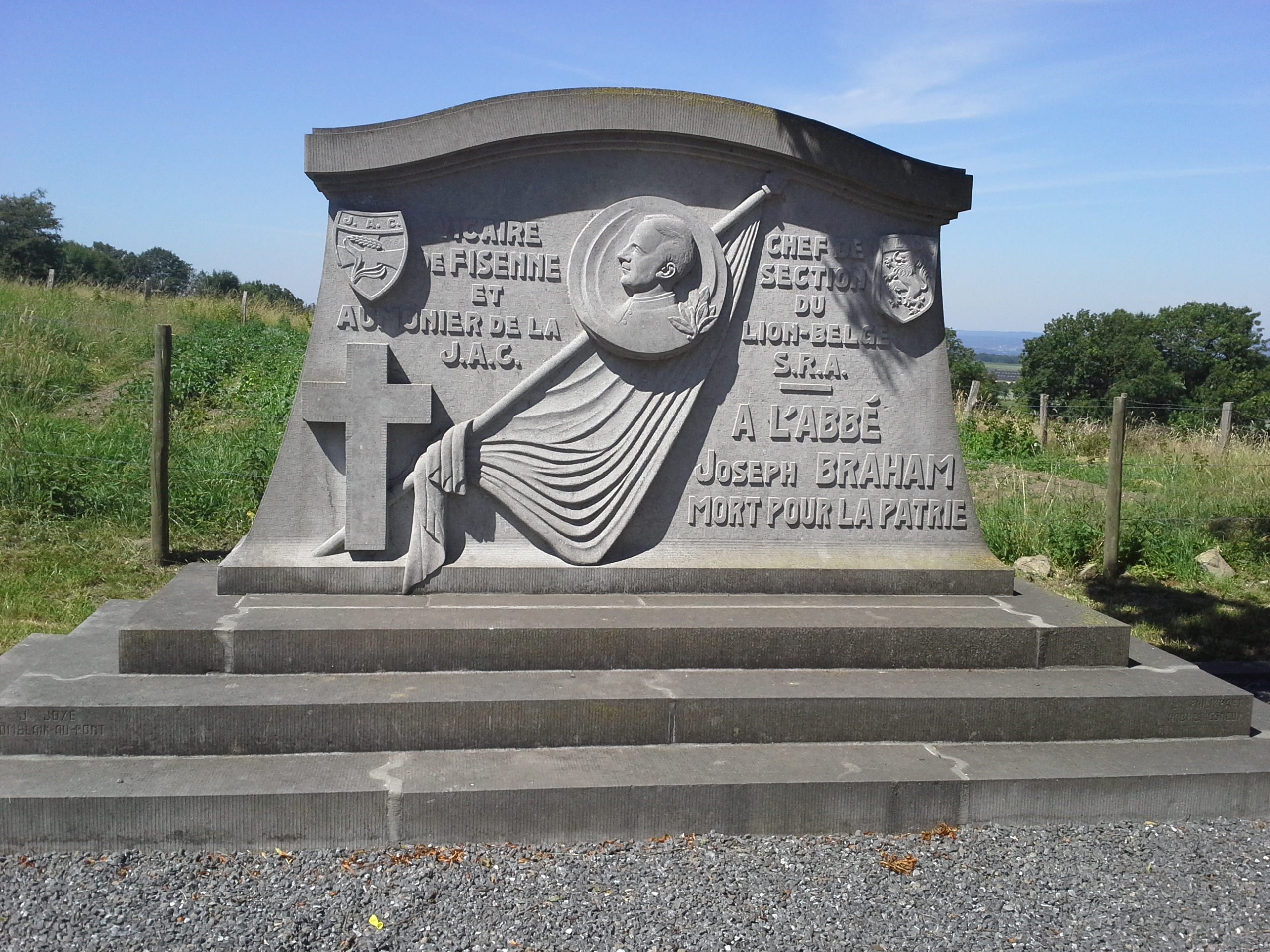
Plaque de Joseph Braham
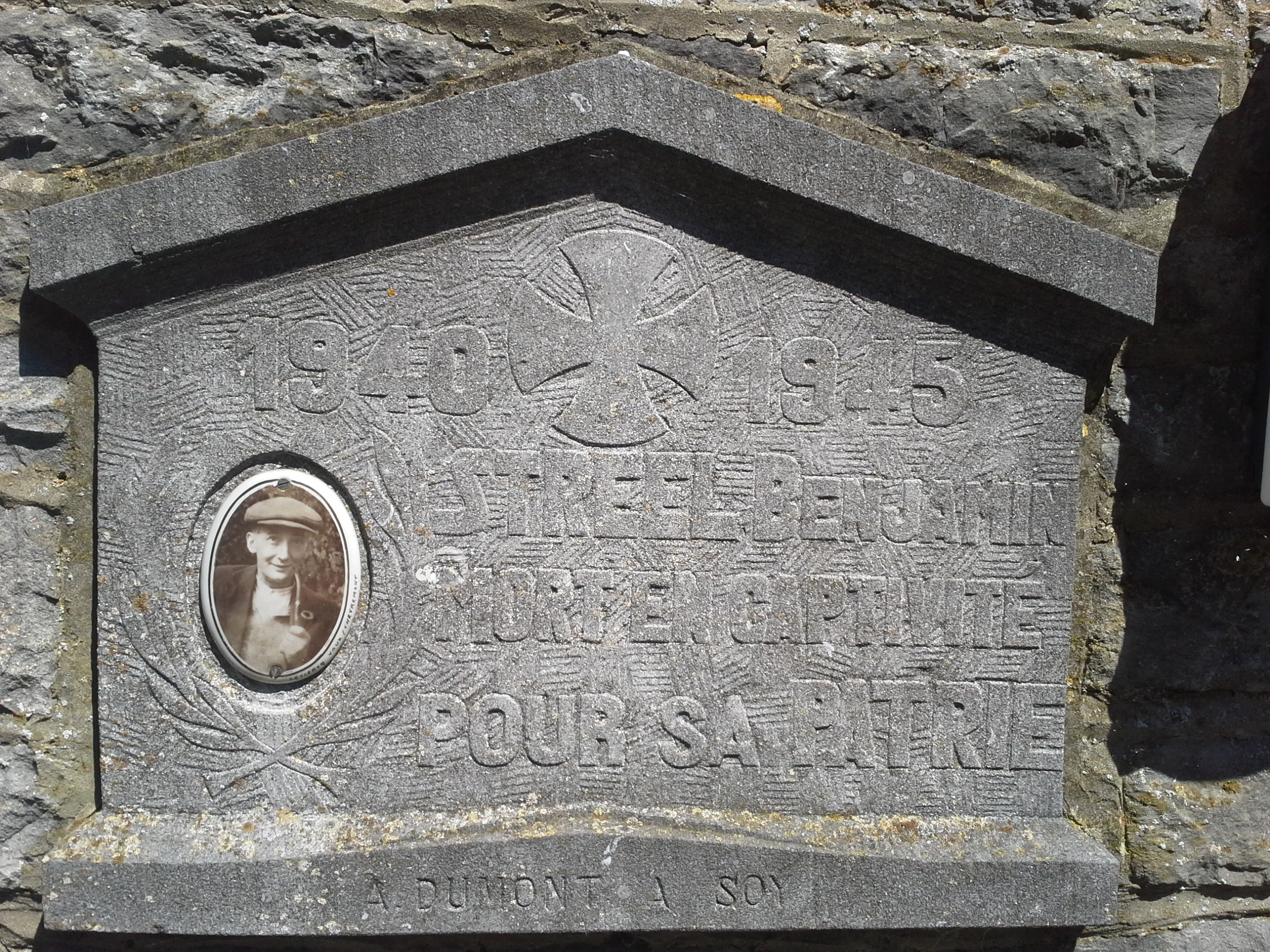
Plaque de Benjamin Streel
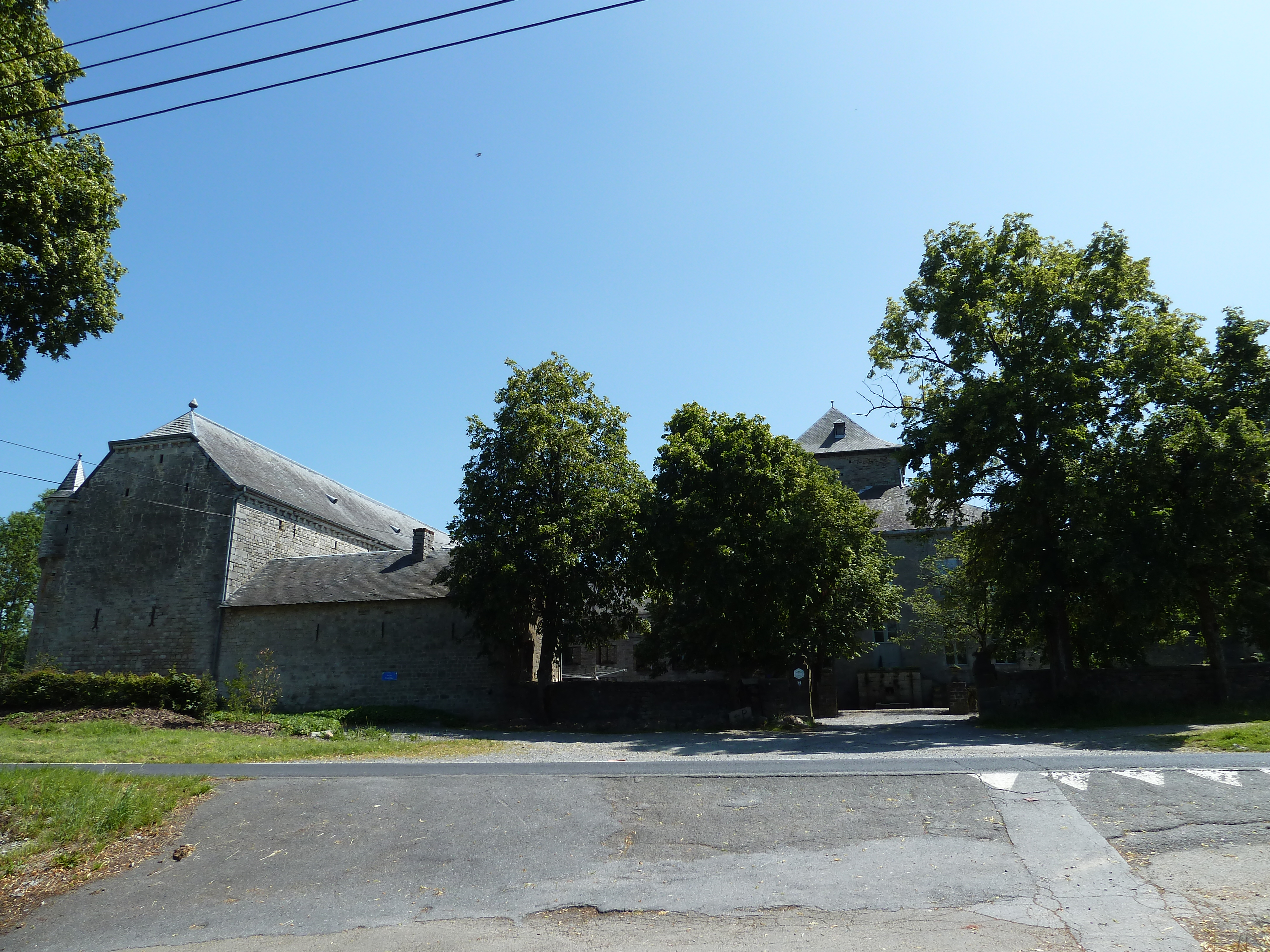
Château-ferme de Fisenne